# ジャズ・リチャーズ
アシュリー・ダレル・ジャズ・リチャーズ（Ashley Darel Jazz Richards、1991年4月12日  - ）は、ウェールズ・スウォンジー出身のプロサッカー選手。ウェールズ代表。ポジションは、ディフェンダー。

## クラブ経歴
2005年にカーディフ・シティFCの下部組織でプレーを始め、15歳の時にスウォンジー・シティAFCの下部組織に移籍。当初ポジションはミッドフィールダーだったが、ロベルト・マルティネス監督がディフェンダーにコンバートした。
2009年8月15日のミドルズブラFC戦でトップチームデビュー。

## 代表歴
U-17とU-19ウェールズ代表歴がある。
2012年5月27日開催の親善試合・メキシコ代表戦でA代表デビュー。
UEFA EURO 2016のメンバーに選出され、スロバキア代表戦に出場した。